# 藤原兼長
藤原 兼長（ふじわら の かねなが）は、平安時代末期の公卿。藤原北家御堂流、左大臣・藤原頼長の次男。官位は正二位・権中納言、右近衛大将。

## 経歴
幼名を父・頼長と同じく菖蒲若と称す。天養2年（1145年）、彼は頼長が「忠経」と名付けたところ、この名は藤原忠通には認められたが、藤原忠実から強い反対を受けた。忠実は頼長に改名を要求し、頼長は不可解に思い使者を遣わして「『忠経』という名に何か忌み嫌う点があるのか？」と問わせた。忠実は「謀反人名也」と答え、「忠経」が朝敵・平忠常の名「忠常」と同音（この二つの名前はどちらもタダツネと読みます）であることを不吉とした。さらに忠実は「摂政長風月、吾子通経史、而不知我朝反者名、所謂如目見毫毛而不見其睫也、可謂鳴呼」と、摂政（忠通）が風流を愛し、我が子（頼長）が学問に通じながらも朝敵の名前を知らなかったことを批判した。翌日、頼長は「兼長」「基実」「良通」の三つの名前のどれがより吉であるかを尋ねるため、清原信俊（清原定俊の子、時は明経博士）、中原師安（中原師遠の子、時は大外記）、三条実行（藤原公実の子、時は権大納言）の三人に意見を求めた。三人は皆「兼長吉也」と言った。その後、頼長は再度使者を送って忠実の意見を確認したところ、忠実も「兼長吉也」と認めた。そこで「忠経」を「兼長」に改名した。興味深いことに、落選した他の二つの名前は忠通の子孫である近衛基実と九条良通が使用しました。この二人はそれぞれ24歳と22歳で若くして亡くなり、21歳で病死した兼長を含めると、三人の寿命はどれも非常に短かったのです。最吉とされた『兼長』という名が最も短命だったという皮肉。さらに気になるのは、忠経が兼長に改名してからわずか数十年後、藤原兼雅が長男に「忠経」と名付けたことである。
当時、父・頼長は、その兄忠通から摂関家の家督を将来的に相続すべき立場にあった。その流れの中で頼長の嫡男たる兼長の官途も順調であり、久安4年（1148年）には11歳にして五位中将に進んでいる。また伯父である忠通の猶子ともなり、同年忠通の近衛邸で元服を果たしている。
しかし、康治2年（1143年）に実子・基実を得ていた忠通は、内心では頼長流への家督移譲に対して消極的であり、やがて忠実・頼長と対立してゆく。したがってこれ以降の兼長の昇進は忠通の関与するところではなく、むしろ忠通に代わって久安6年（1150年）に藤氏長者となって実権を握った頼長の威光によるものであった。仁平3年（1153年）には正二位権中納言に達し、翌仁平4年（1154年）には右近衛大将を兼任。この年、春日祭上卿を勤め、多くの殿上人や源為義らの武士を含む大行列を従え、盛大に京を出立している。
頼長と忠通の対立は、皇室内部の角逐とも相まって極点に達し、遂に保元元年（1156年）の保元の乱の勃発を招くに至った。この際兼長は弟達と共に宇治に待機するが、やがて頼長の敗北・戦死という事態を受けて降伏、出雲国へと配流され政治生命を終えた。それから僅か2年の後、配所において21歳で病没している。

## 人物
太ってはいたが容貌美しく、心ばえも穏やかであったという。狛光近の指導により舞踊にも長ずるなど、上流貴族の子弟に相応しい教育を受けていた。

## 藤原頼長作 戒両男
戒両男（『台記』巻十、久安2年9月17日条）
```
兼長
・
師長
、倶列
八座
、今日以後、可論公家上日之多少、
謂外記月奏所載、
愚之子息等、不論年齡之長幼、不拠好悪之浅深、任官之時、可推挙上日多者、
至于不許者非忘家、患力所及、
無奉公之忠、不預其挙之時、曽勿怨我、不求衣服之美、不顧童僕之少、存忠勤不可慙人嘲、抑亦尽奉公之忠、唯憶遺名於後代、不敢求君之恩報、尽忠求恩者古賢所誡也、努力々々、我終没後、魂若有霊、将在陣結政辺、恋慕之時、縦無公事、朝服詣斯処、凡有至孝之志者、能勤王事以報我恩、至于訪後世者、非所望者也、両息謹守此誡、勿敢違背矣、
```